# كارلوس ألفارو الكانتارا
كارلوس ألفارو الكانتارا (بالإسبانية: Carlos Alfaro Alcántara) هو لاعب كرة قدم ومدرب كرة قدم تشيلي، ولد في 29 مايو 1991 في كوكيمبو في تشيلي. لعب مع نادي أونيفرسيداد دي تشيلي ونادي كوكيمبو أونيدو.

## وصلات خارجية
- كارلوس ألفارو الكانتارا على موقع قاعدة بيانات كرة القدم.إي يو (الإنجليزية)
- كارلوس ألفارو الكانتارا على موقع Soccerway.com (الإنجليزية)